# Kansliordning
Kansliordning, en stadga, som innehåller bestämmelser om det svenska rikskansliets organisation och uppgift samt om arbetets fördelning bland där anställda ämbets- och tjänstemän, deras skyldigheter med mera.
Den äldsta ordningen för rikskansliet är uppsatt av Axel Oxenstierna i februari 1612 (hertig Karl, sedermera Karl IX, hade redan 17 januari 1592 utfärdat en kansliordning för sitt furstliga kansli). Sedan därefter mindre omfattande kansliordningar givits 1613(?), 1618 och 1620, utfärdades den första mera utförliga kansliordningen i juni 1626. Utom en kort "ordning" för kansliet 1651 finns sedermera fullständiga kansliordningar från 1661, 1713, 1719, 1720, 1773, 1801 och 1809.
Efter 1840 års omorganisation av kansliet, varigenom detta fördelades på sju departement, utfärdades särskilda instruktioner 3 juli 1840 för Justitiedepartementet och 10 juli s. å. för de övriga departementen med undantag av Utrikesdepartementet, som först 27 april 1858 synes ha erhållit särskild instruktion.